# Берани Злин
Берани Злин (чеш. Berani Zlín) — хоккейный клуб, выступающий в Первой лиге.
Основан в 1929 году. Домашняя арена клуба — Зимний стадион Людека Чайки в городе Злин. Самый успешный период выступления охватывает 1990-е — 2000-е годы. Дважды клуб выигрывал бронзовые медали экстралиги — в 1985 и 2002 годах. Четыре раза становился серебряным призёром — в 1995, 1999, 2005 и 2013 годах. Высшим достижением клуба является чемпионство в экстралиге в 2004, 2014 годах.

## История
Хоккейный клуб в городе Злин был основан в 1929 году. В 1950 году дебютировал в чемпионате Чехословакии. Проведя 1 сезон, клуб был реорганизован. В 1957 году команда продолжила выступление в чехословацкой лиге. В 1960-м впервые вышла в элитную лигу. Наивысшим достижением в чемпионатах Чехословакии для «Злина» является 3 место в 1985 году. С появлением чешской Экстралиги клуб стал выступать более успешно. В 1995 и 1999 годах становился серебряным призёром, уступая в финале «Всетину». В 2004 году команда впервые в своей истории стала чемпионом, обыграв в финальной серии со счётом 4:1 пражскую «Славию». Лидерами той команды были вратарь Игор Мурин, защитники Мартин Хамрлик, Мирослав Блатяк, нападающие Петр Лешка, Ярослав Балаштик, Ростислав Влах. Через год «Злин» вновь вышел в финал Экстралиги, но в финале всухую проиграл «Пардубице». В 2013 году лишь во 2-м овертайме 7-й игры финальной серии «Злин» уступил «Пльзени» в драматичном финале. Через год «Злин» завоевал свой второй чемпионский титул, победив в финале «Комету». Капитаном команды во 2-м чемпионском сезоне был Петр Чаянек, один из лучших хоккеистов за всю историю злинского хоккея. После 2014 года команда выступает уже не столь успешно, как ранее, балансируя на грани выхода в плей-офф.

## Прежние названия
- 1929 — СК (спортивный клуб) Батя Злин
- 1945 — ЗК (заводской клуб) Батя Злин
- 1948 — Сокол Ботострой Злин
- 1949 — Сокол Свит Готтвальдов
- 1953 — ДСО Искра Готтвальдов
- 1958 — ТЕ Готвальдов
- 1989 — ТЕ Злин
- 1990 — АК ЗПС Злин
- 1996 — ХК ЗПС-Барум Злин
- 1999 — ХК Барум Континенталь Злин
- 2000 — ХК Континенталь Злин
- 2002 — ХК Хаме Злин
- 2007 — РИ ОКНА Злин
- 2008 — ПСГ Злин
- 2017 — Аукро Берани Злин
- 2018 — ПСГ Берани Злин

## Достижения
Чемпион Чешской экстралиги (2) — 2004, 2014
 Серебряный призёр Чешской экстралиги (4) — 1995, 1999, 2005, 2013
 Бронзовый призёр чемпионата Чехословакии 1985 и Чешской экстралиги 2002

## Известные игроки
См. также: Категория:Игроки ХК «Злин»
Ниже список хоккеистов — воспитанников хоккея Злина, становившихся чемпионами мира и Олимпийских игр.
|                  | ОИ   | ЧМ               |
| Роман Чехманек   | 1998 | 1996, 1999, 2000 |
| Роман Хамрлик    | 1998 |                  |
| Петр Чаянек      |      | 2000, 2001, 2005 |
| Антонин Ставьяна |      | 1985, 1996       |
| Иржи Кралик      |      | 1985             |
| Радек Бонк       |      | 1996             |
| Мартин Шпаньгел  |      | 2000             |
| Карел Рахунек    |      | 2010             |
| Мирослав Блатяк  |      | 2010             |
| ---------------- | ---- | ---------------- |

## Изъятые номера
- 1  Иржи Кралик
- 4  Карел Рахунек
- 9  Богумил Кожела
- 10  Ярослав Стухлик
- 16  Ладислав Маршик
- 16  Петр Чаянек
- 17  Милослав Седлак
- 19  Петр Лешка
- 21  Иржи Водак
- 41  Мартин Хамрлик
- 60  Мирослав Окал

## Чемпионские команды

### Сезон 2003/2004
Вратари: Игор Мурин, Мартин Альтрихтер
Защитники: Мартин Гамрлик, Мирослав Блатяк, Давид Носек, Радим Тесаржик, Павел Зубичек, Петр Махолда, Ян Длоуги, Любомир Восатко
Нападающие: Петр Лешка, Ярослав Балаштик, Ростислав Влах, Мирослав Окал, Ондржей Веселы, Мирослав Глинка, Томаш Капуста, Петер Баринка, Петр Мокрейш, Мартин Загоровски, Мартин Еначек, Мартин Чех, Эрик Вайссманн, Томаш Карны
Тренер: Эрнест Бокрош

### Сезон 2013/2014
Вратари: Либор Кашик, Любош Горчичка, Томаш Штурала
Защитники: Иржи Марушак, Радим Тесаржик, Петр Заморски, Олдржих Котван, Далибор Ржезничек, Мартин Матейчек, Томаш Валента, Патрик Урбанец, Олдржих Горак
Нападающие: Петр Чаянек, Петр Лешка, Ярослав Балаштик, Ондржей Веселы, Марек Меленовски, Петр Голик, Антонин Хонейсек, Павел Кубиш, Иржи Ондрачек, Зденек Окал, Бедржих Кёлер, Филип Чех, Павел Седлачек
Тренер: Ростислав Влах